# UCI Road Women World Cup 2015
De UCI Road Women World Cup 2015, ook bekend als de Wereldbeker wielrennen voor vrouwen 2015, was de achttiende en tevens laatste editie van deze internationale wielerwedstrijdcyclus voor vrouwen, die werd georganiseerd door de internationale wielerfederatie UCI. De competitie bestond uit tien eendagswedstrijden en begon op 14 maart met de wereldbekerwedstrijd Ronde van Drenthe in Nederland. De Britse Elizabeth Armitstead won deze editie van de wereldbeker. Later dat jaar zou zij ook wereldkampioene worden in het Amerikaanse Richmond.
De wereldbeker werd na 18 edities vervangen door de UCI Women's World Tour in 2016.

## Puntentelling
De nummers één tot en met twintig behaalden punten voor het wereldbekerklassement. 
| Plaats | 1e  | 2e  | 3e | 4e | 5e | 6e | 7e | 8e | 9e | 10e | 11e | 12e | 13e | 14e | 15e | 16e | 17e | 18e | 19e | 20e |
| Punten | 120 | 100 | 85 | 70 | 60 | 50 | 40 | 35 | 30 | 25  | 20  | 18  | 16  | 14  | 12  | 10  | 8   | 6   | 4   | 2   |

## Overzicht
| №   | Datum | Wedstrijd                                | Locatie                        | Winnares             |
| --- | ----- | ---------------------------------------- | ------------------------------ | -------------------- |
| #1  | 14/03 | Ronde van Drenthe                        | Drenthe, Nederland             | Jolien D'hoore       |
| #2  | 29/03 | Trofeo Alfredo Binda-Comune di Cittiglio | Cittiglio, Italië              | Lizzie Armitstead    |
| #3  | 05/04 | Ronde van Vlaanderen                     | Oudenaarde, België             | Elisa Longo Borghini |
| #4  | 22/04 | Waalse Pijl                              | Hoei, België                   | Anna van der Breggen |
| #5  | 17/05 | Ronde van Chongming                      | Chongming, China               | Giorgia Bronzini     |
| #6  | 07/06 | Philadelphia Cycling Classic             | Philadelphia, Verenigde Staten | Lizzie Armitstead    |
| #7  | 02/08 | Sparkassen Giro                          | Bochum, Duitsland              | Barbara Guarischi    |
| #8  | 21/08 | Open de Suède Vårgårda (ploegentijdrit)  | Vårgårda, Zweden               | Rabobank-Liv Woman   |
| #9  | 23/08 | Open de Suède Vårgårda                   | Vårgårda, Zweden               | Jolien D'hoore       |
| #10 | 29/08 | GP Ouest France-Plouay                   | Plouay, Frankrijk              | Lizzie Armitstead    |

## Eindklassement
| №  | Naam                   | Punten | Punten | Punten | Punten | Punten | Punten | Punten | Punten | Punten | Punten | Totaal |
| №  | Naam                   | #1     | #2     | #3     | #4     | #5     | #6     | #7     | #8     | #9     | #10    | Totaal |
| -- | ---------------------- | ------ | ------ | ------ | ------ | ------ | ------ | ------ | ------ | ------ | ------ | ------ |
|    | Elizabeth Armitstead   | 40     | 120    | 35     | 0      | -      | 120    | 20     | 25     | 4      | 120    | 484    |
|    | Anna van der Breggen   | 0      | 85     | 85     | 120    | -      | -      | 0      | 35     | 60     | 50     | 435    |
|    | Jolien D'hoore         | 120    | -      | 100    | 0      | -      | -      | 35     | 16     | 120    | -      | 391    |
| 4  | Elisa Longo Borghini   | 0      | 70     | 120    | 6      | -      | 100    | 0      | 16     | 8      | 30     | 350    |
| 5  | Lucinda Brand          | 70     | 12     | 10     | 0      | -      | -      | 100    | 35     | 70     | 18     | 315    |
| 6  | Pauline Ferrand-Prévot | -      | 100    | 40     | 35     | -      | -      | -      | -      | -      | 85     | 260    |
| 7  | Alena Amialiusik       | 0      | 60     | 50     | 30     | -      | 85     | 0      | 30     | 0      | -      | 255    |
| 8  | Giorgia Bronzini       | 0      | 6      | 0      | -      | 120    | 4      | 0      | -      | 100    | 2      | 232    |
| 9  | Ashleigh Moolman       | -      | 25     | 25     | 70     | -      | -      | -      | 20     | 20     | 70     | 230    |
| 10 | Annemiek van Vleuten   | 16     | 40     | 70     | 100    | -      | -      | -      | -      | -      |        | 226    |